# Шибеник
Ши́беник (хорв. Šibenik, итал. Sebenico, нем. Sibenning, исп. Cebanico) — город в Хорватии. Находится в центральной части побережья Адриатики, в месте впадения реки Крка в Адриатическое море. Столица жупании Шибеник-Книн, центр епархии Шибеника. Население — 37 060 человек (2001).

## Общие сведения
Город расположен по берегам глубокого морского залива, в который впадает река Крка.
Шибеник стоит на Адриатическом шоссе между городами Трогир (58 километров) и Задар (64 километра). Город связан регулярным автобусным сообщением с крупнейшими городами Хорватии, а также национальными морскими паромными линиями с соседними островами (Зларин, Жирье и др.).
В непосредственной близости от города расположен национальный парк Крка. Рядом находится Национальный парк Корнати.
Центральный собор Шибеника — кафедральный собор св. Иакова — внесен в список объектов всемирного наследия ЮНЕСКО.

## История

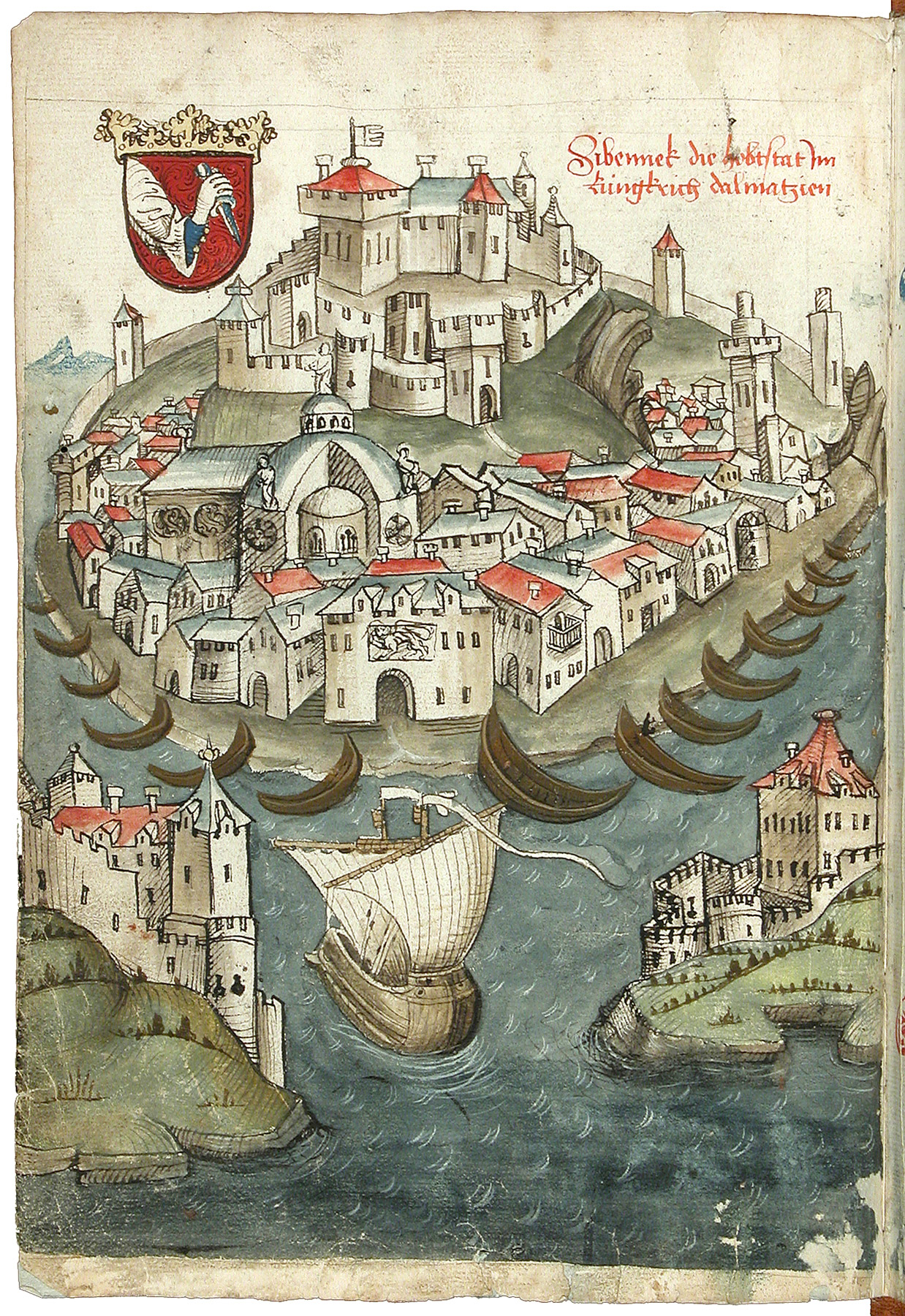
Шибеник в 1486 г. Рисунок из записок Конрада Грюненберга

Поселение на месте Шибеника существовало с древних времён, однако под своим нынешним именем Шибеник впервые упомянут в 1066 году. В 1298 году Шибеник получил городской статус и стал центром епархии. Как и почти всё далматинское побережье, в 1412 году Шибеник перешёл к Венеции, в XV и XVI веках город подвергался осадам со стороны турок, однако так и не был ими взят.

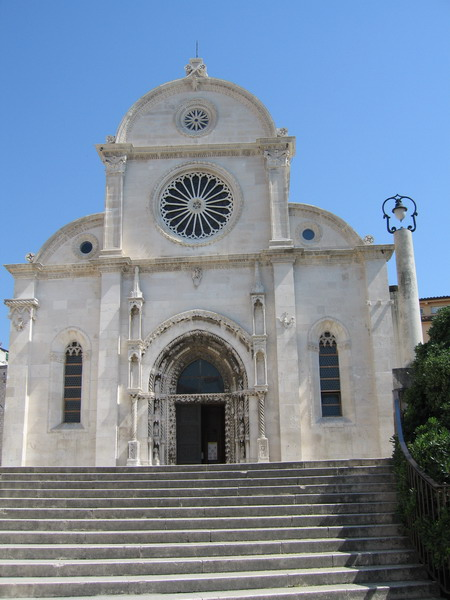
Собор св. Иакова

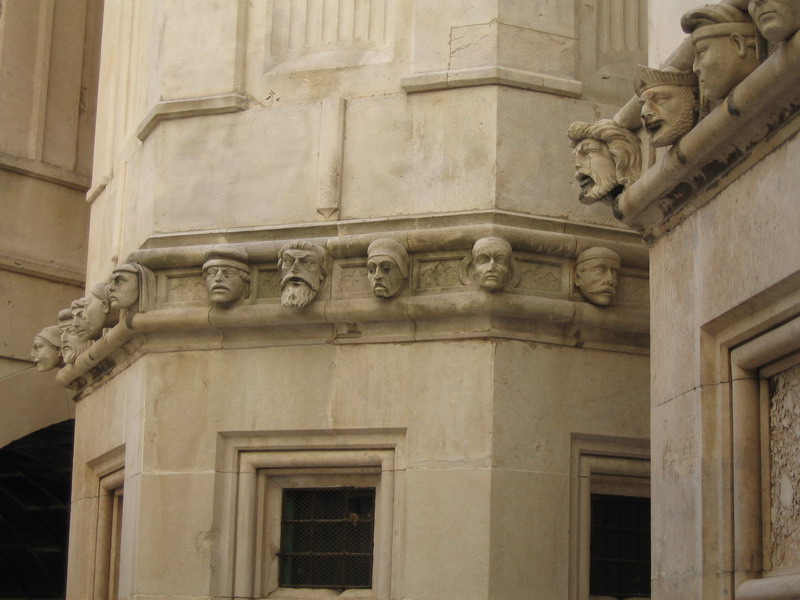
Каменные лица на соборе

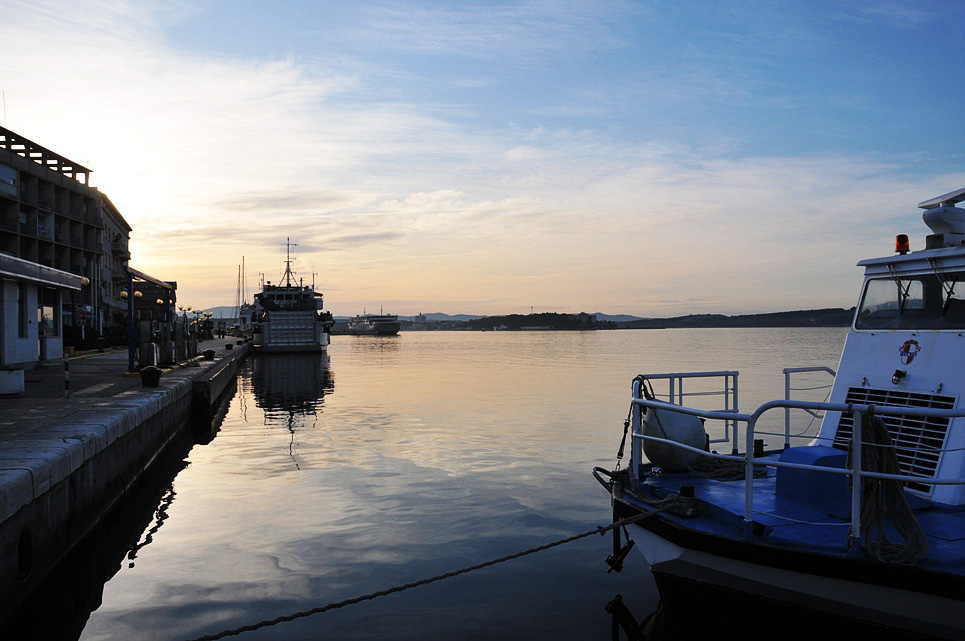
Рассвет в Шибенике

В 1797 году после падения венецианской республики Шибеник, как и вся Далмация, был присоединён к Австрии. После непродолжительного французского владычества в 1813 году он снова перешёл под власть австрийской короны.
Во время Первой мировой войны Шибеник был оккупирован Италией, а после войны вошёл в состав королевства Сербов, Хорватов и Словенцев (позднее королевства Югославия).
В начале апреля 1941 года вооружённые усташи Шибеника потребовали от коменданта военно-морской базы генерала Павловича передать её хорватскому руководству. Павлович счёл, что у него под рукой не хватает вооруженных сил для подавления мятежа, и он с оставшимися верными людьми покинул базу, ожидая «поддержки сухопутной армии». На следующий день генерал Павлович был арестован ротой усташей в Дрнише.
Вскоре Шибеник был оккупирован итальянцами. В 1943 году Шибеник возвращён в состав Хорватии. После войны Шибеник стал частью СФРЮ.
После провозглашения независимой Хорватии в 1991 году Шибеник в её составе.

## Достопримечательности
- Собор св. Иакова — уникальный белокаменный католический собор XV века, совместный шедевр двух самых знаменитых хорватских средневековых архитекторов и скульпторов — Юрая Далматинца и Николая Фиорентинаца. Собор целиком построен из цельных каменных блоков и украшен 74 головами, портретами современников Юрая Далматинца. В 2000 г. ЮНЕСКО включила собор в список мирового культурного наследия.
- Крепость Святого Николая — построена в XVI веке на небольшом островке для защиты города со стороны моря.
- Церковь Святого Хрисогона — старейшая в городе романская церковь, ныне здесь галерея современного искусства
- Крепость св. Ане — воздвигнута на вершине холма над городом. С неё открывается великолепный вид на Шибеник.
- Здание городской ратуши — в стиле ренессанс (XVI век) с красивыми аркадами.
- Монастырь францисканцев. В стенах старинного монастыря сейчас музей средневековых печатных изданий.
- Церковь св. Барбары — церковь середины XV века. Сейчас в ней постоянная выставка средневекового церковного искусства.
- Дворец архиепископа — находится рядом с собором св. Иакова. Середина XV века.
- Статуя Ю. Далматинца — также расположена на соборной площади. Скульптор — Иван Мештрович.
- Княжеский дворец — ныне городской музей.

## Известные жители и уроженцы
- Джорджо Скьявоне (настоящее имя — Юрай Чулинович, 1433 или 1436—1504) — итальянский художник эпохи Возрождения хорватского происхождения.
- Дедич, Арсен (1938—2015) — югославский, хорватский поэт-песенник и шансонье сербского происхождения.
- Николай Тавелич (1340—1391) — святой Римско-Католической Церкви, мученик, покровитель Хорватии.
- Юрай Далматинец (ок. 1410—1473) — архитектор и скульптор.
- Юрай Шижгорич (ок. 1420 или ок. 1445 — ок. 1509) — поэт.
- Антун Вранчич (1504—1573) — дипломат, писатель и историк.
- Фауст Вранчич (ок. 1551—1617) — учёный, изобретатель, полиглот.
- Роберто Феррузи (1853—1934) итальянский художник.
- Миро Барешич (1951—1991) — хорватский национальный герой.
- Александр Петрович (род. 1959) — баскетболист.
- Дражен Петрович (1964—1993) — баскетболист.
- Максим Мрвица (род. 3 мая 1975) — пианист.
- Горан Вишнич (род. 9 сентября 1972) — американский актёр хорватского происхождения.
- Игор Цукров (род. 6 июня 1984 год) — хорватский певец.
- Анте Рукавина (род. 1986) — футболист.

## Панорама

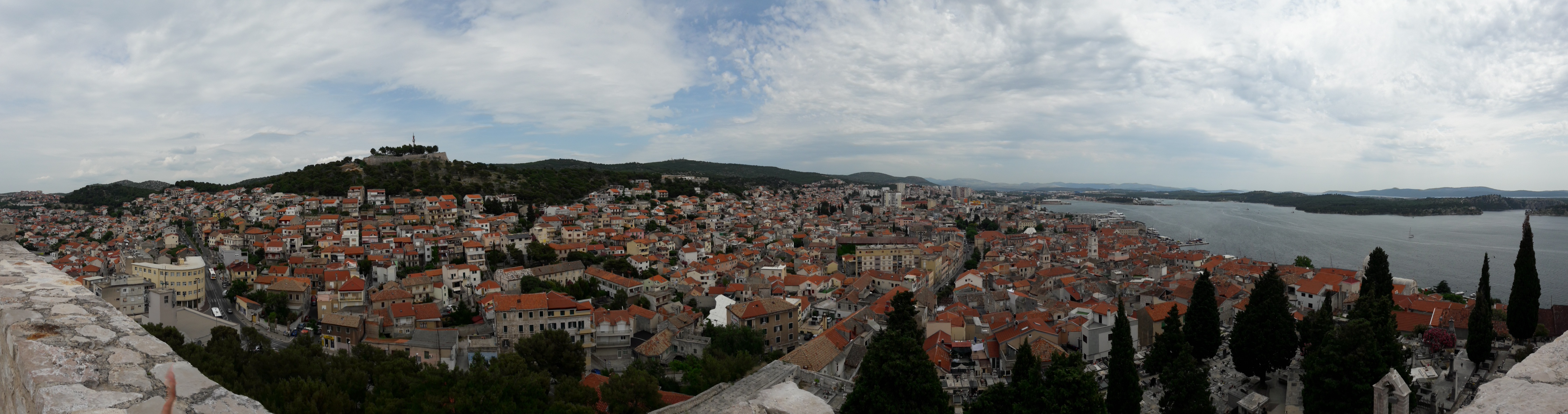
Вид на южный Шибеник со стороны крепости св. Михаила

## Города-побратимы
Чивитанова-Марке (Италия)
Сан-Бенедетто-дель-Тронто (Италия)
Пинето (Италия)

## Галерея

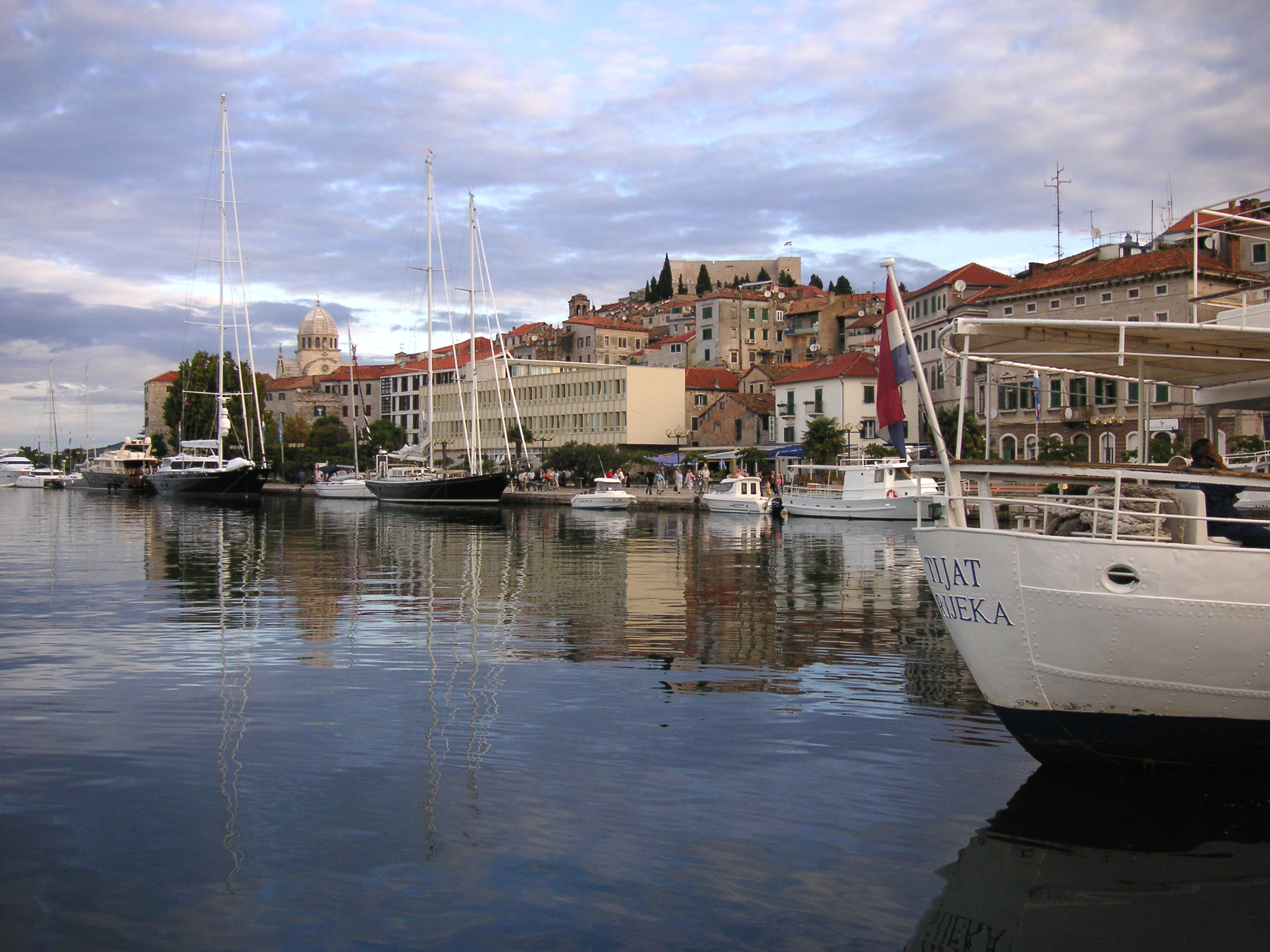
Гавань Шибеник
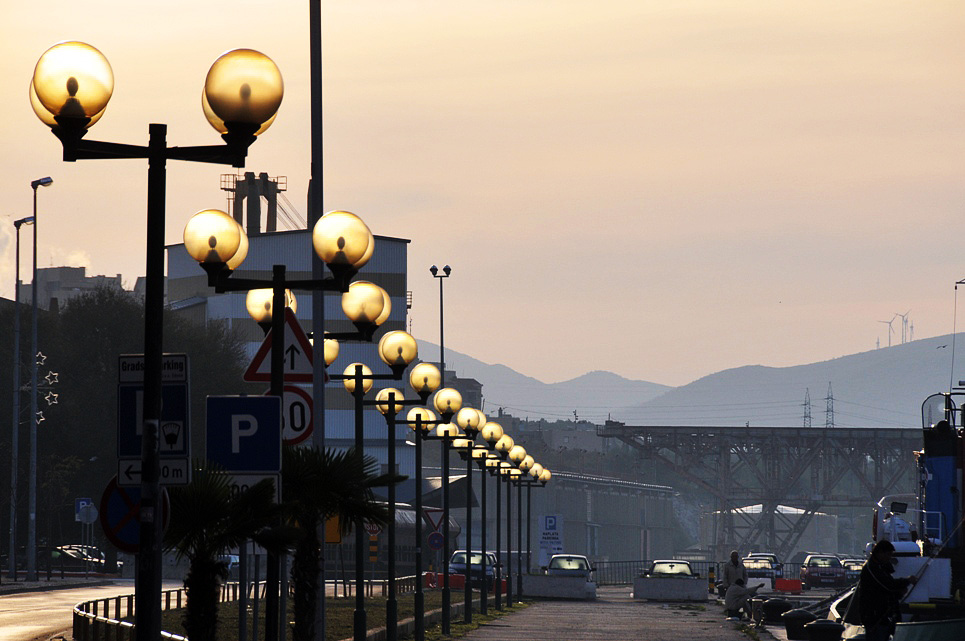
Восход солнца в Шибенике
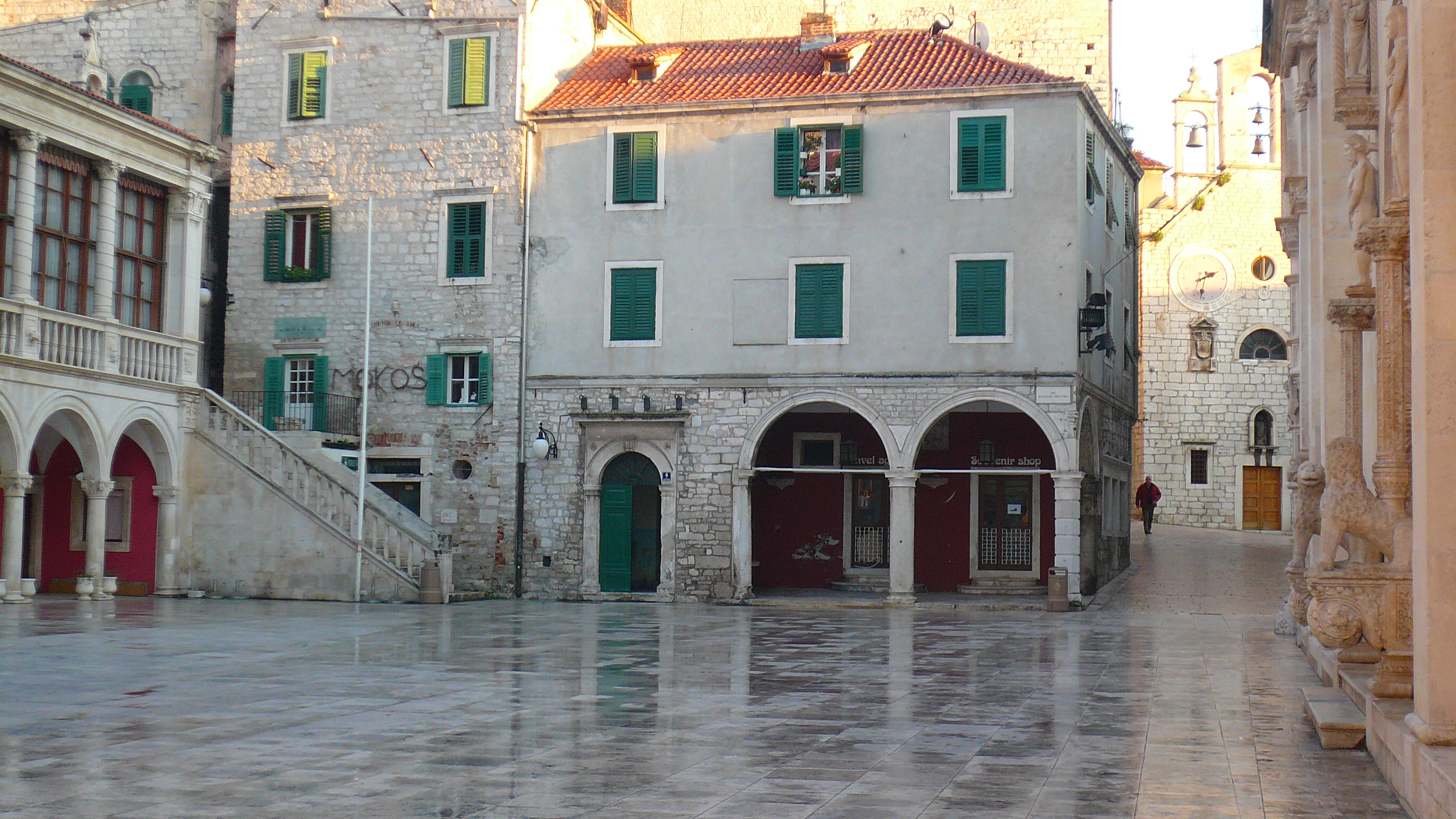
Центральная площадь
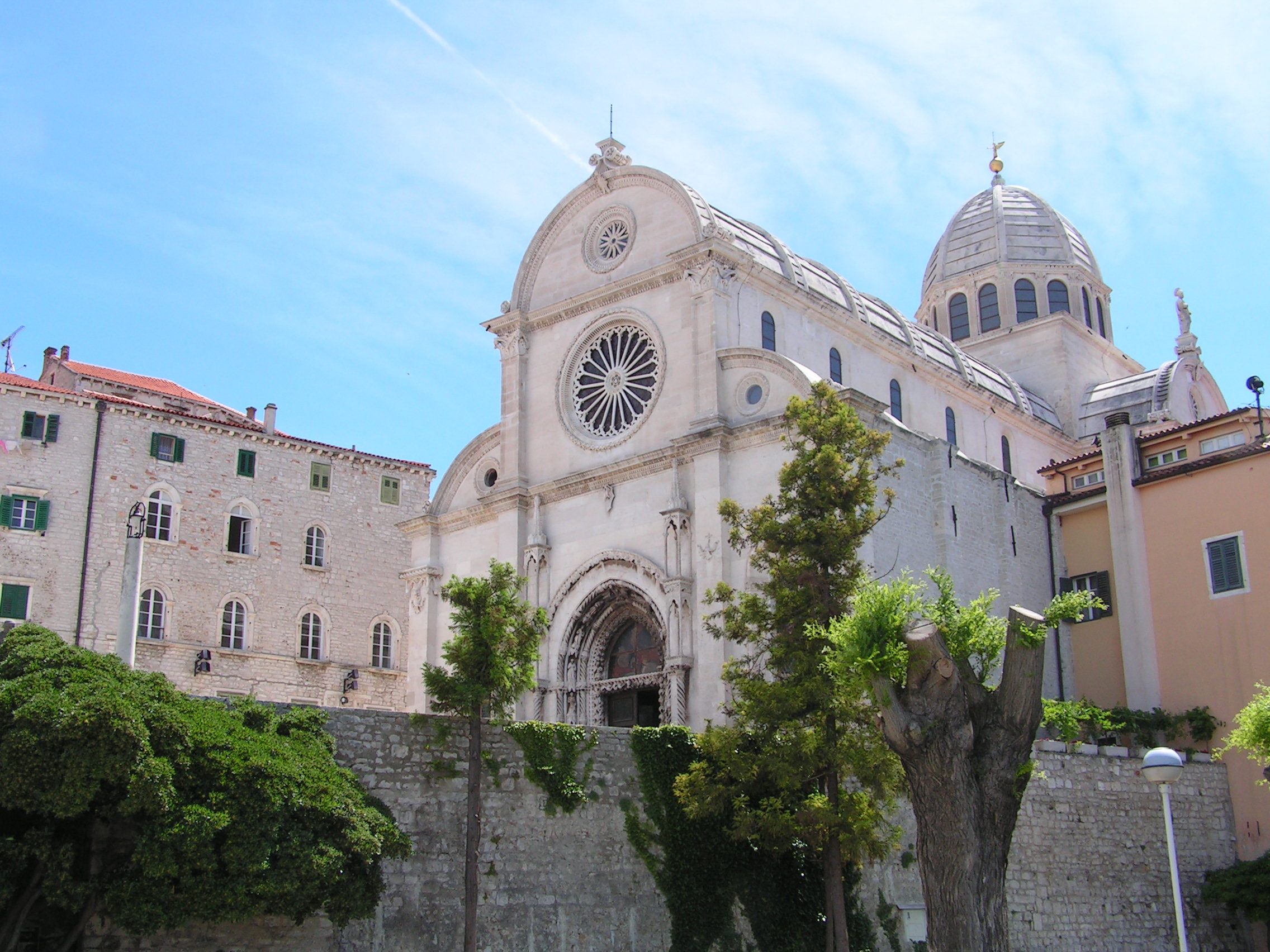
Собор Шибеника
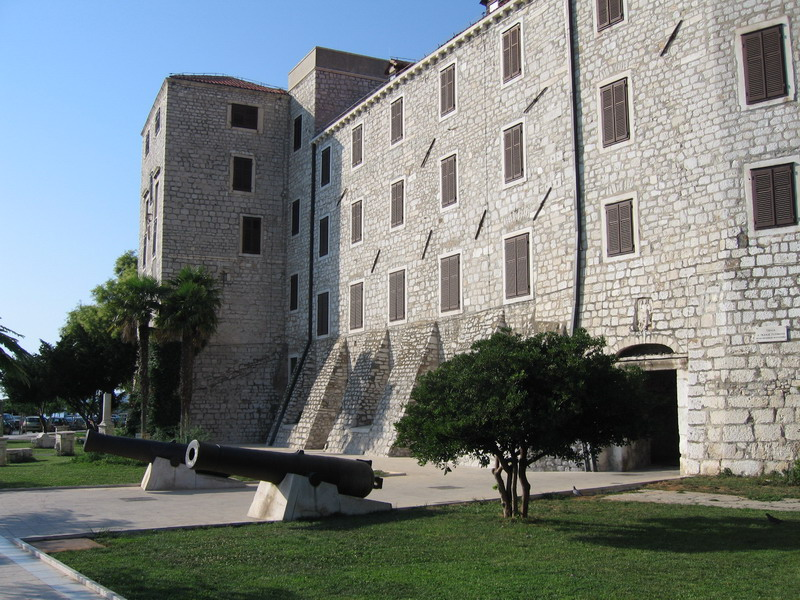
Пушки в Шибенике
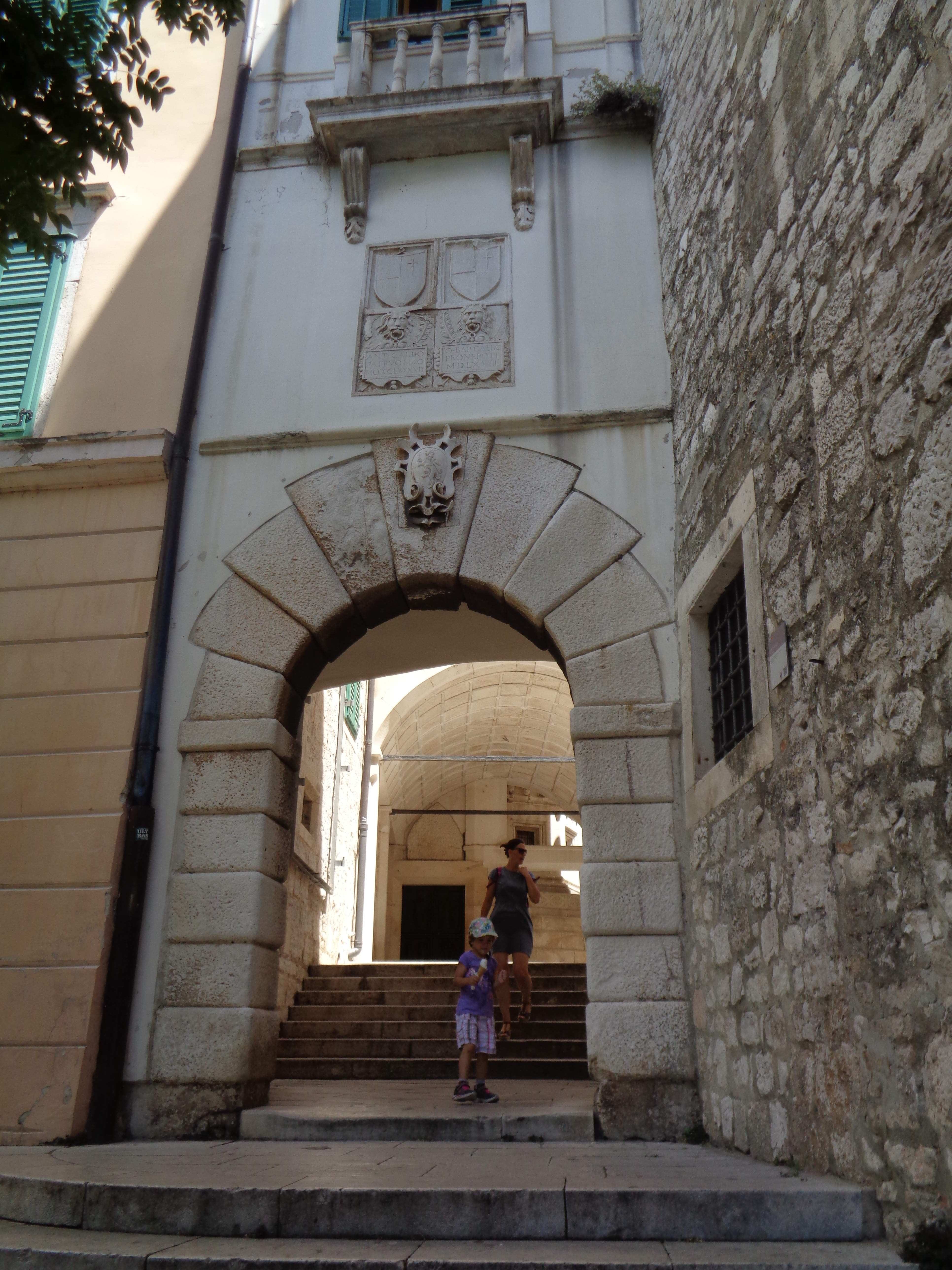
Город «Новые ворота» (XVI век)
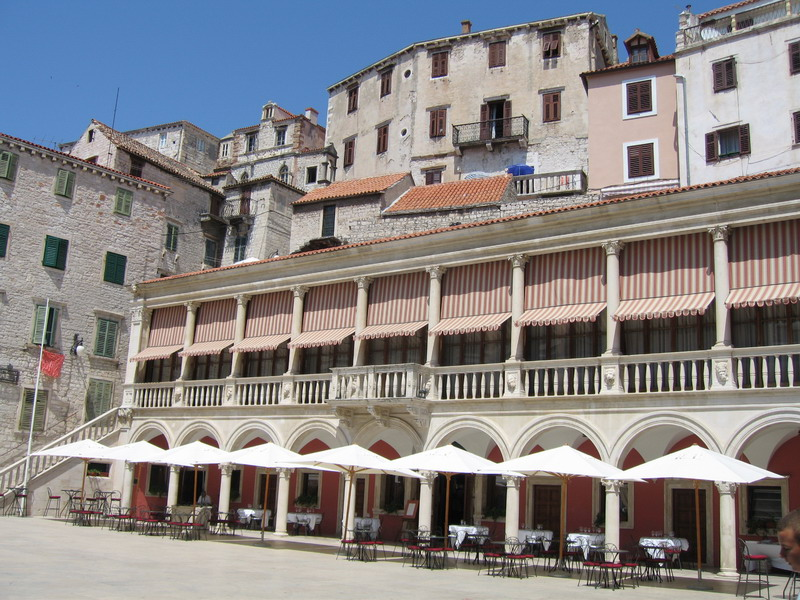
Ратуша
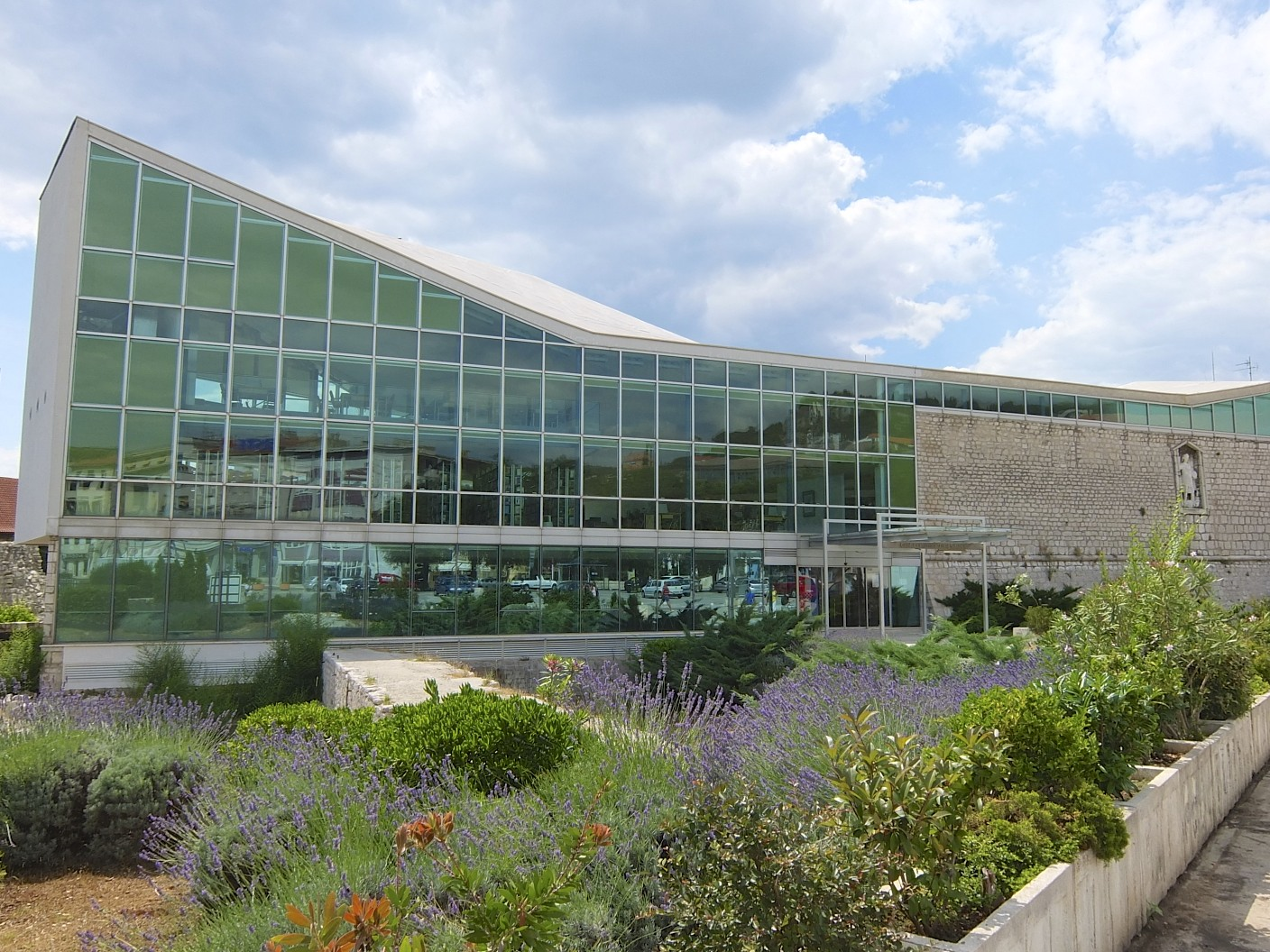
Городская библиотека Шибеника
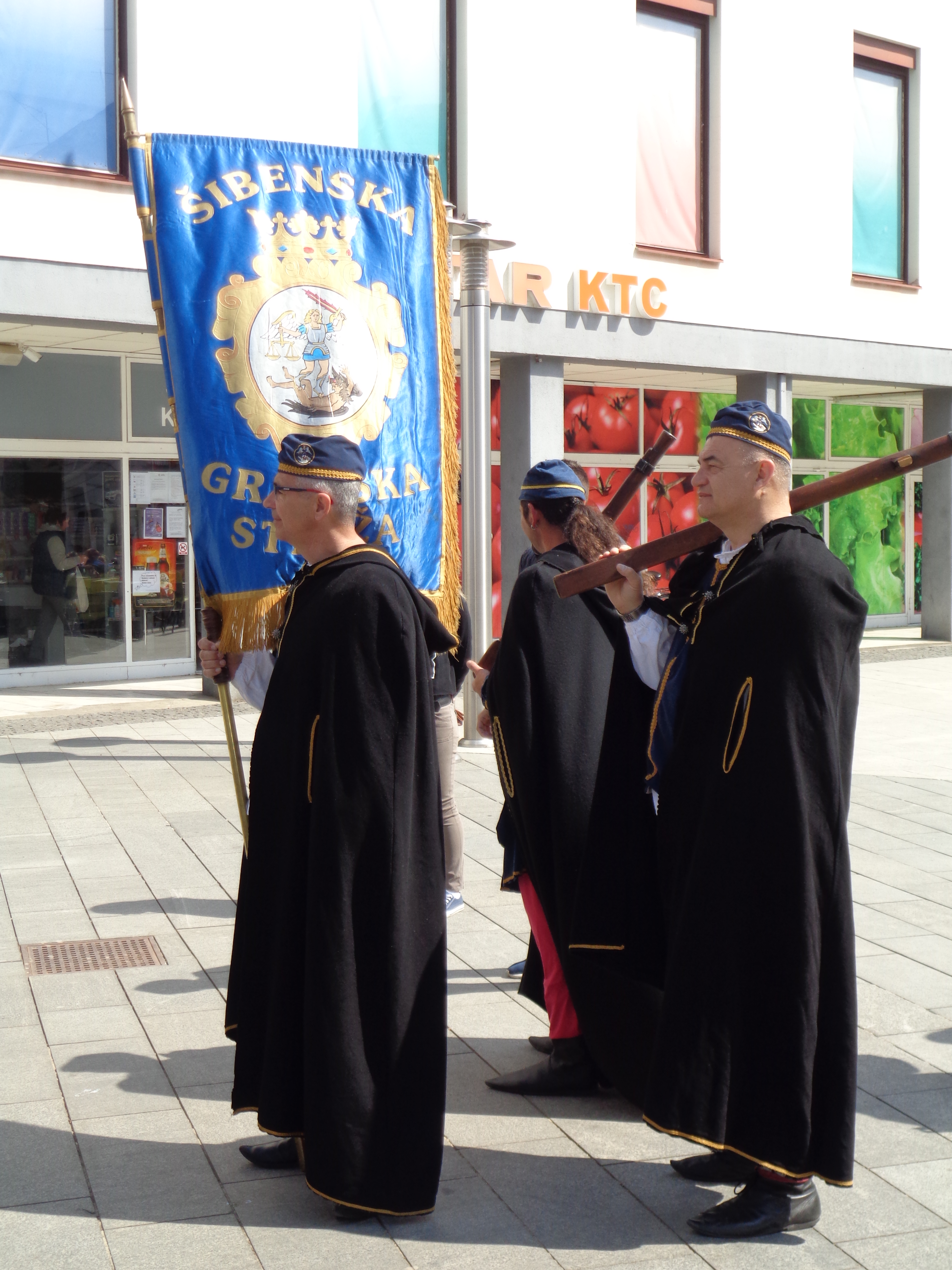
Шибеникская городская гвардия — историческая воинская часть
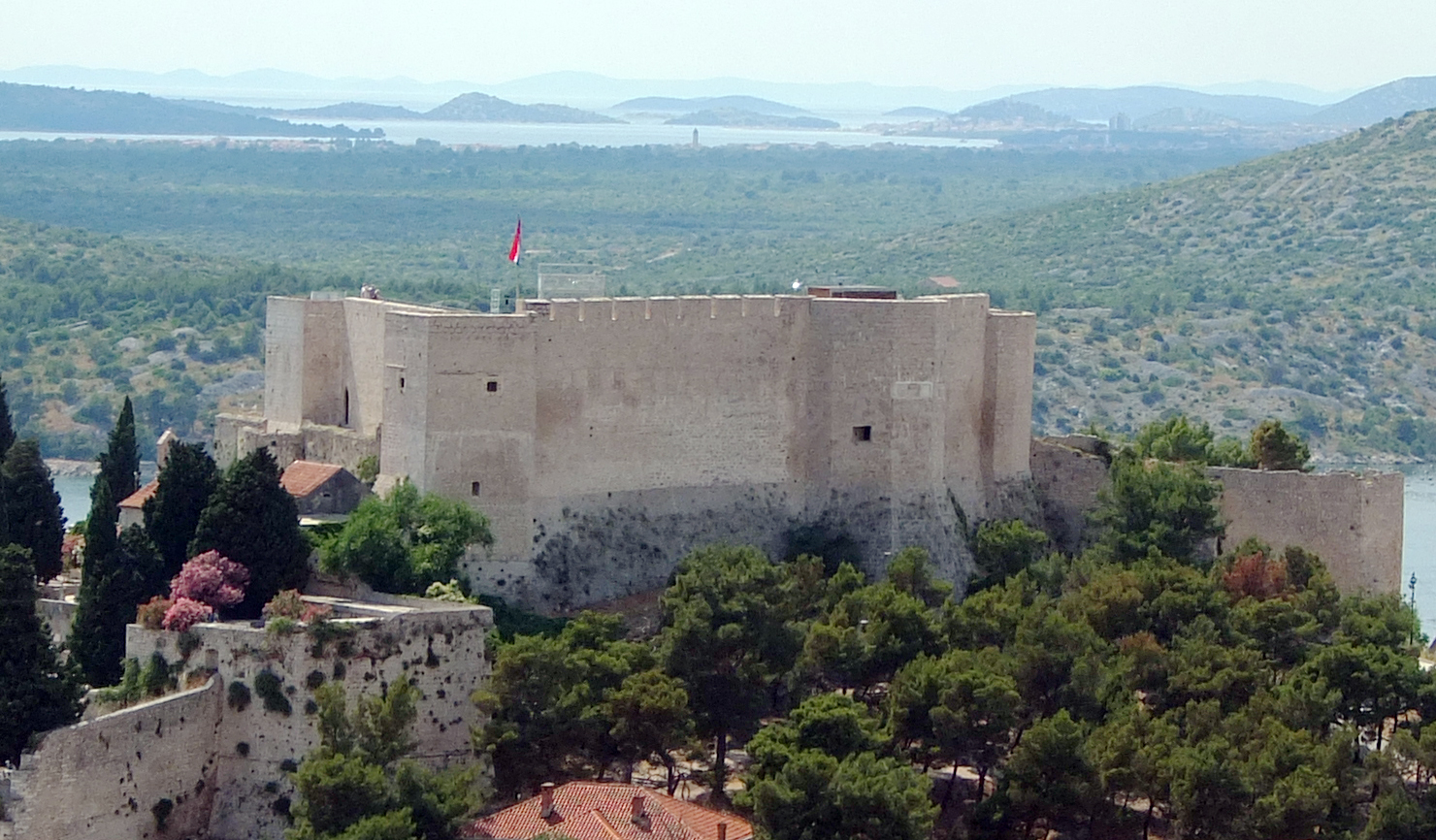
Крепость св. Михаила
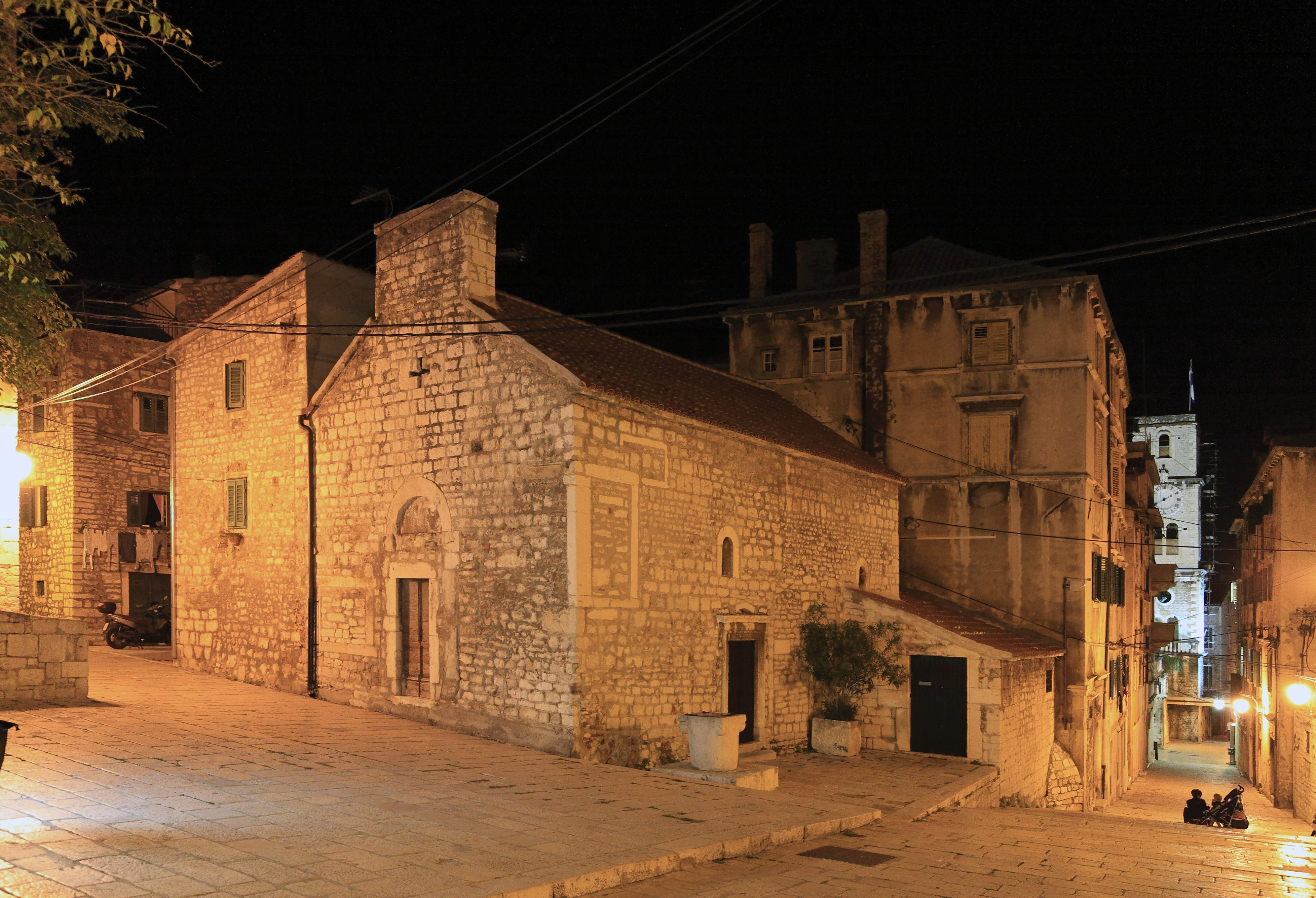
Вечерняя церковь Святого Хрисогона
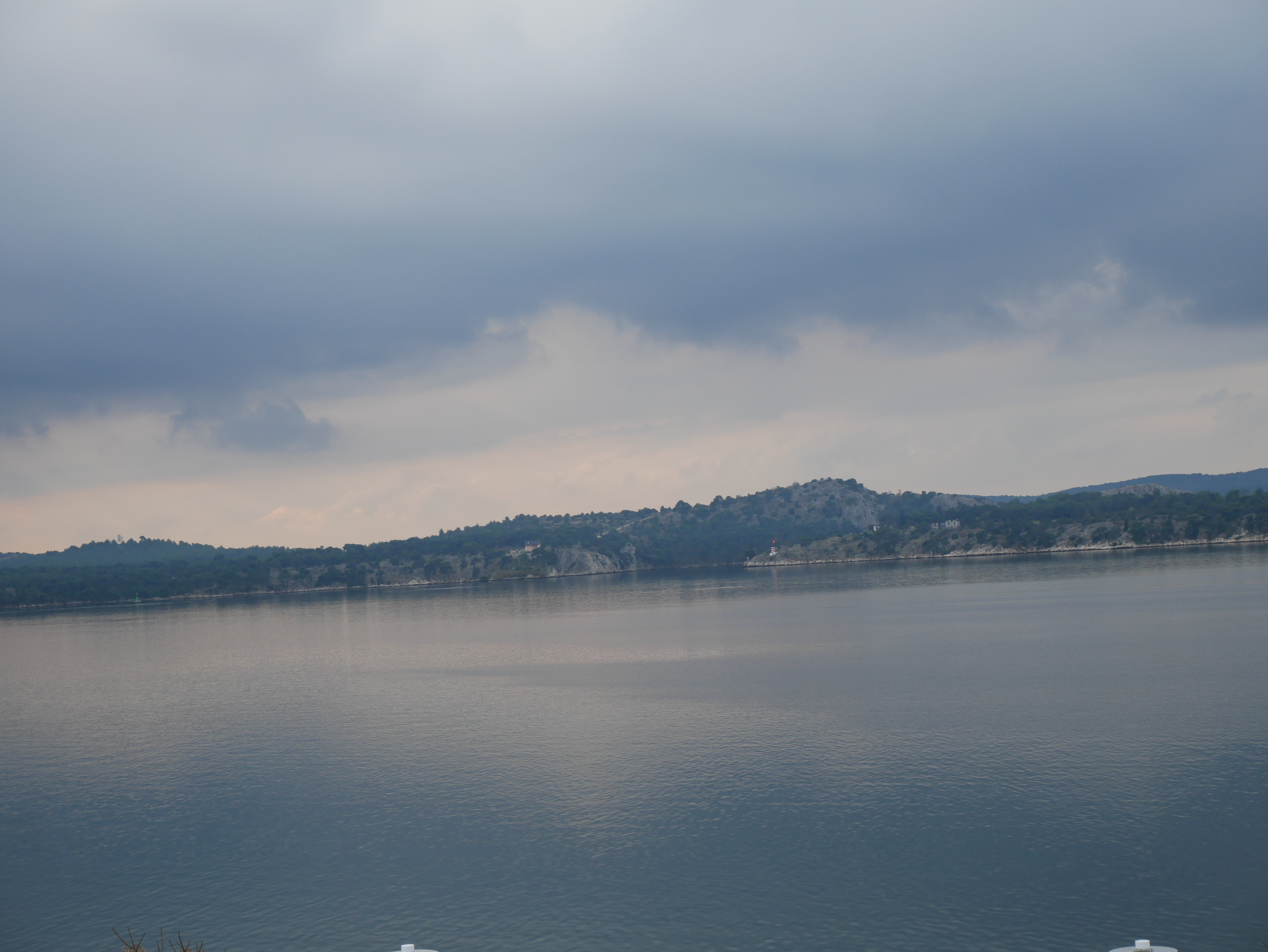
Вид с пляжа Бань (Шибеник) на канал Святого Антония
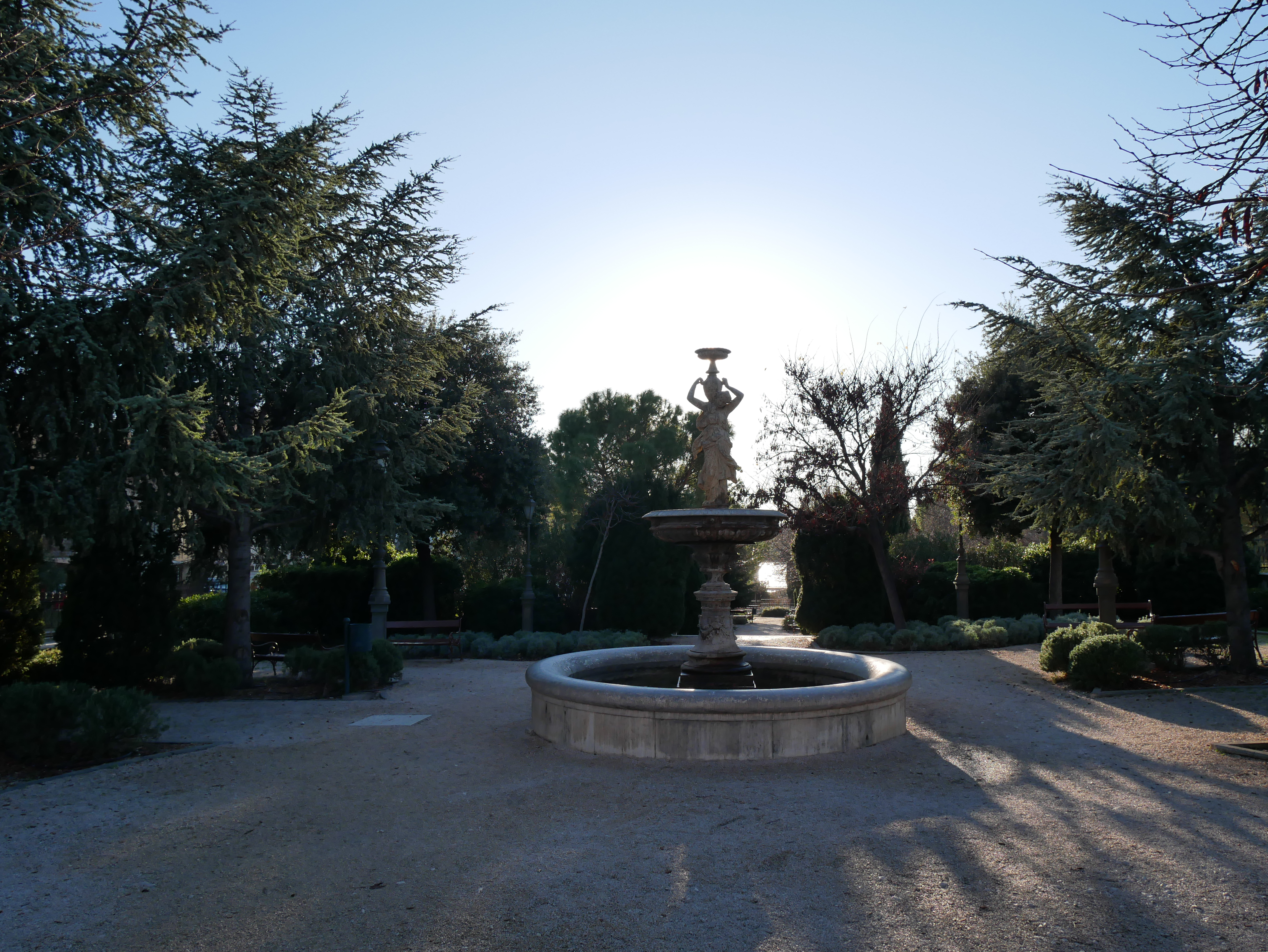
Фонтан расположен в центральном парке в Шибенике
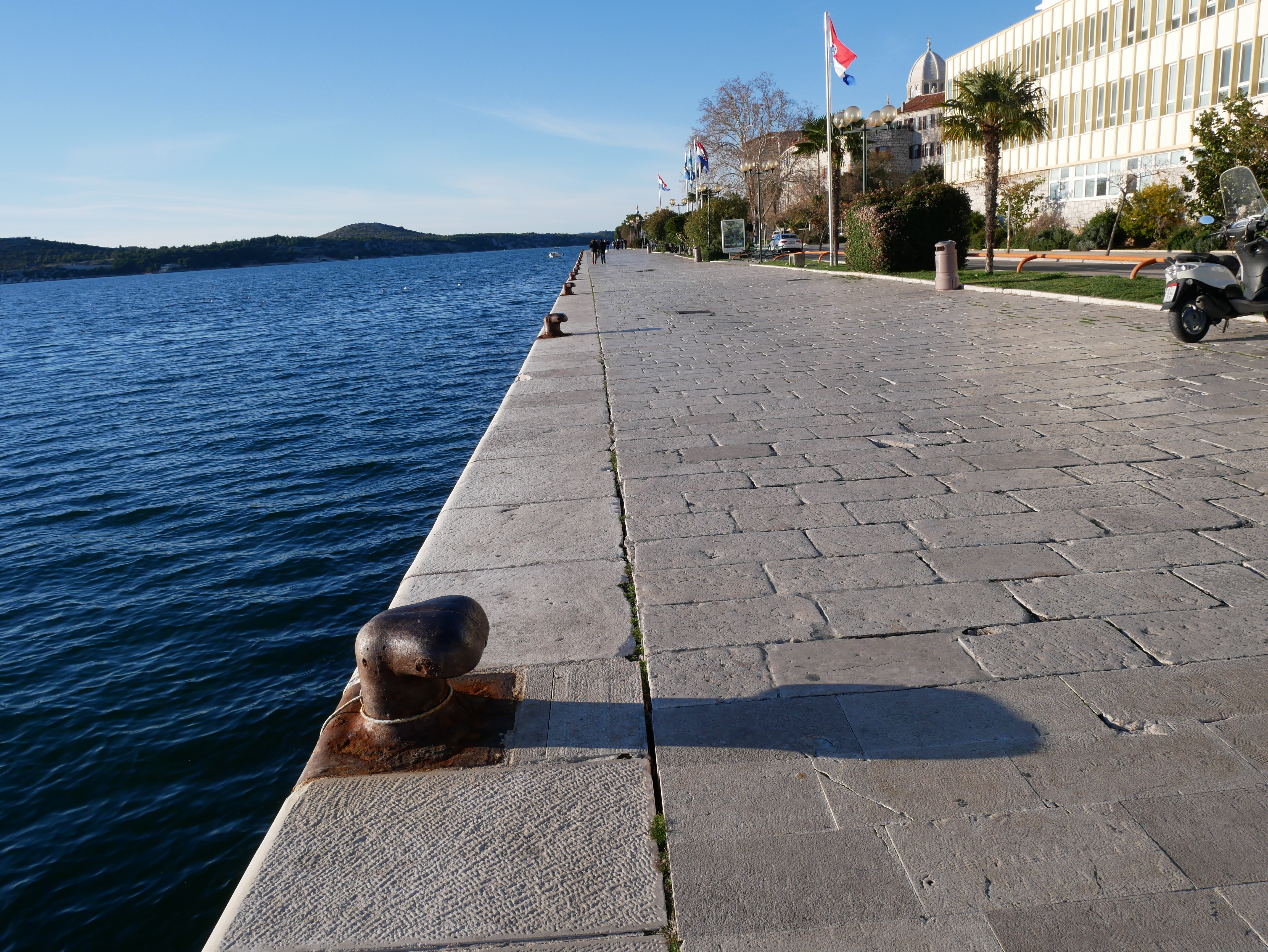
Побережье Шибеника
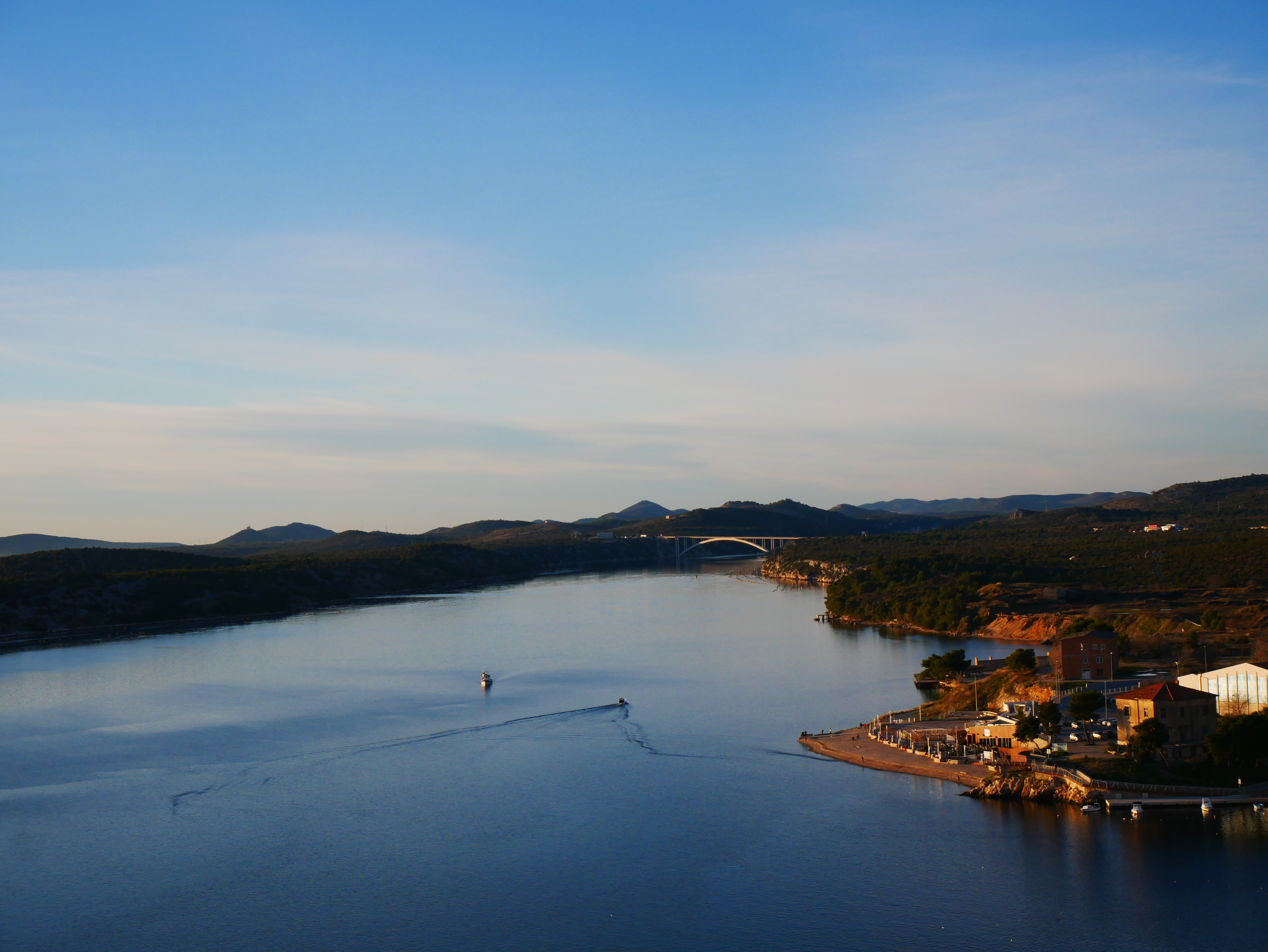
Шибеникское море в том числе пляж Бань и Шибеникский мост
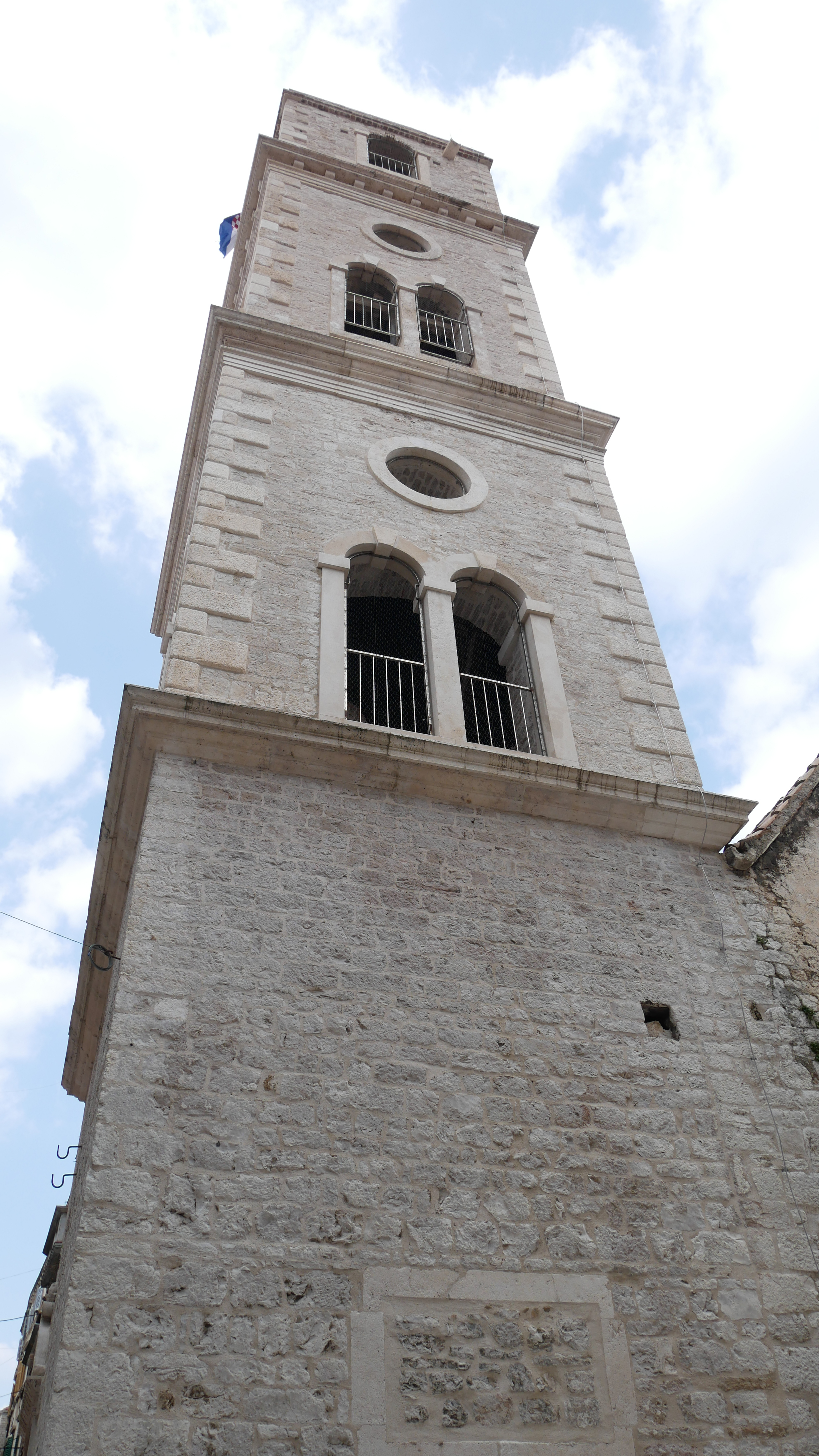
Церковь Святого Иоанна — колокольня
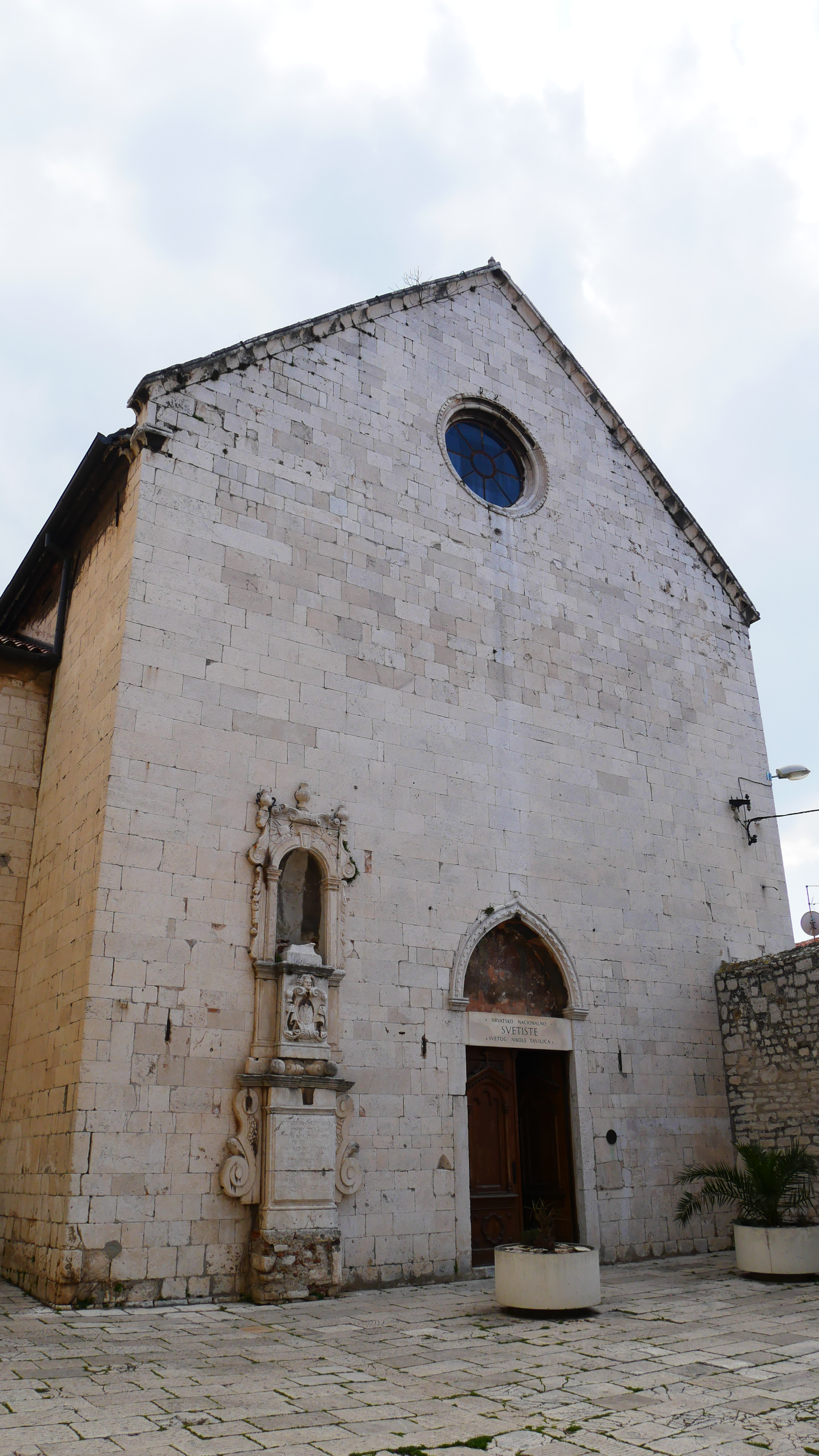
Вход в церковь Святого Франциска
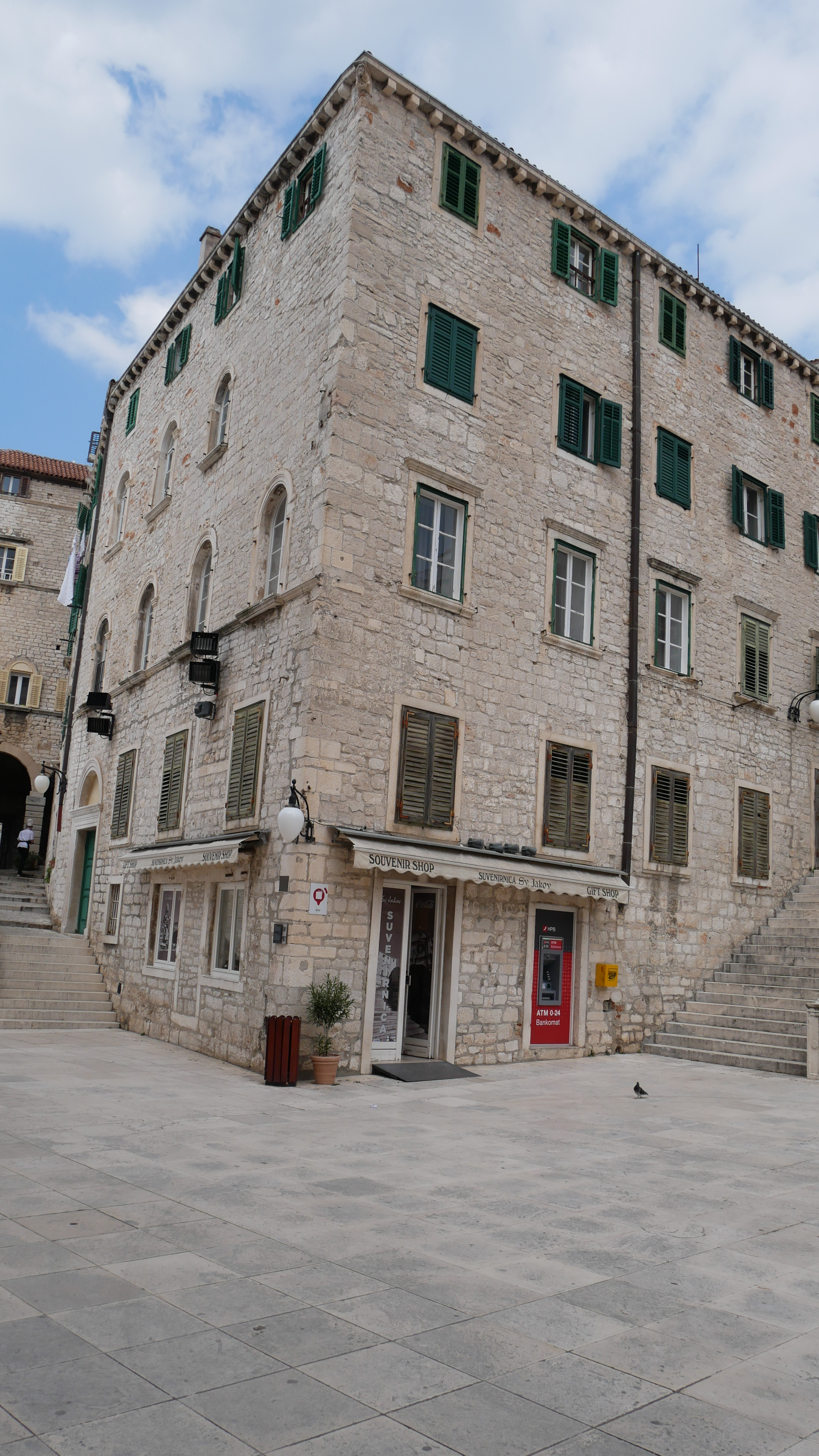
Дворец Пелегрини
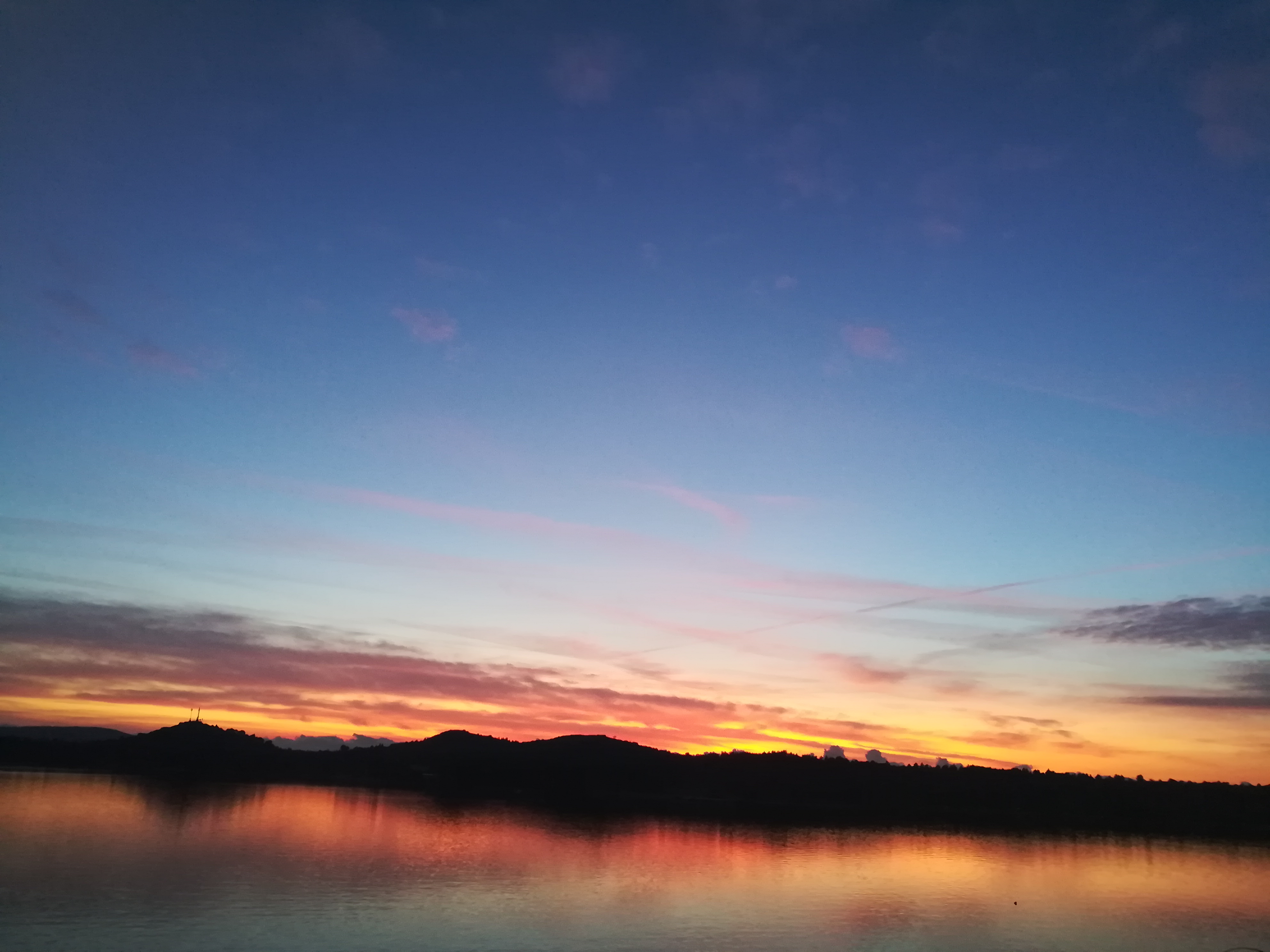
Закат над каналом Святого Антония
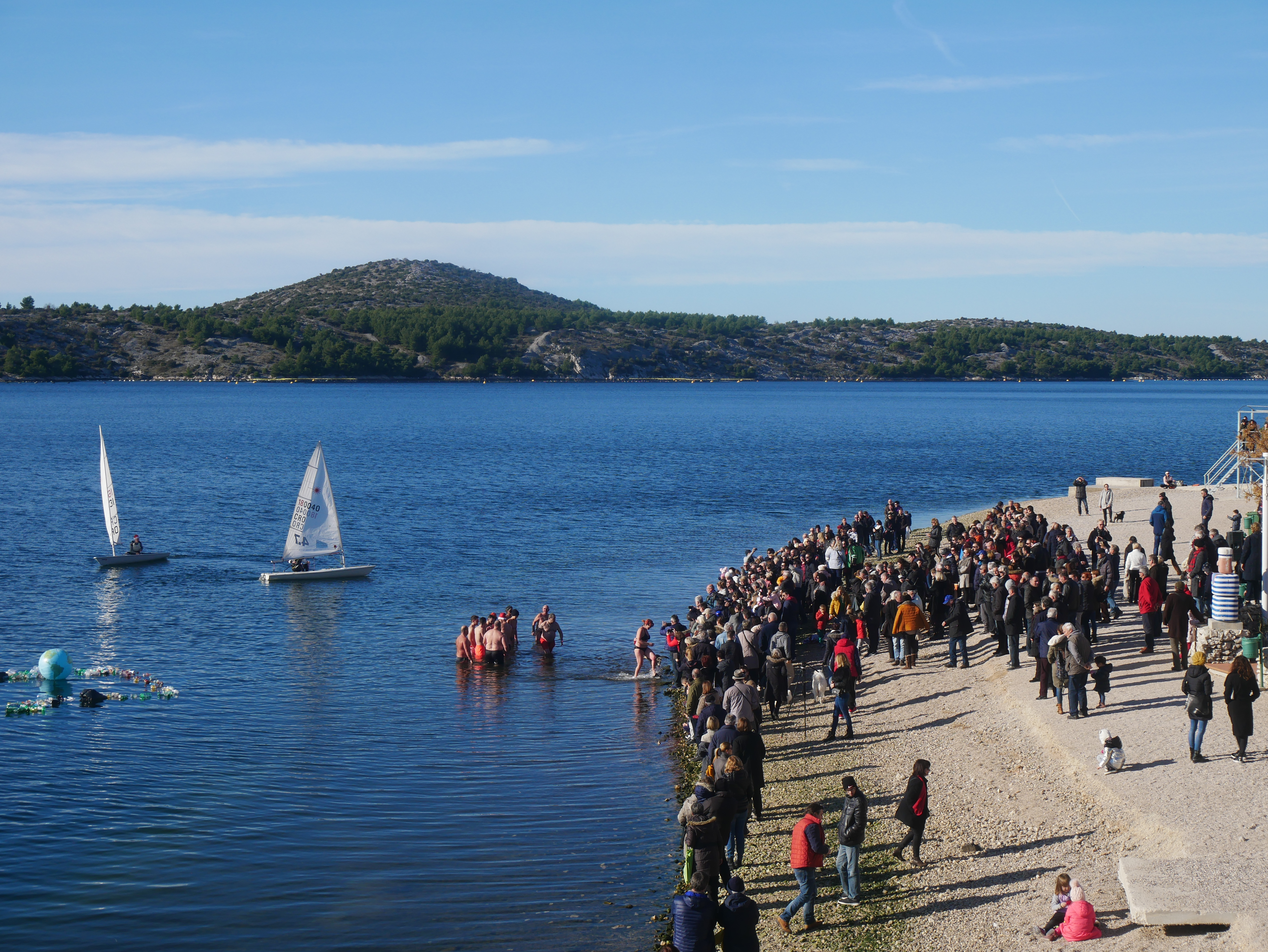
Традиционное новогоднее плавание пляжа Бань